# Liste der Biografien/Karb
Liste der Biografien |
Portal Biografien |
Personensuche
# |
A |
B |
C |
D |
E |
F |
G |
H |
I |
J |
K |
L |
M |
N |
O |
P |
Q |
R |
S |
T |
U |
V |
W |
X |
Y |
Z |
?
 
Ka |
Kb |
Kc |
Kd |
Ke |
Kf |
Kg |
Kh |
Ki |
Kj |
Kl |
Km |
Kn |
Ko |
Kp |
Kr |
Ks |
Kt |
Ku |
Kv |
Kw |
Ky |
Kx |
Kz
 
Kaa–Kag |
Kah |
Kai |
Kaj |
Kak |
Kal |
Kam |
Kan |
Kao |
Kap |
Kar |
Kas |
Kat |
Kau |
Kav |
Kaw |
Kay |
Kaz
 
Kara |
Karb |
Karc |
Kard |
Kare |
Karf |
Karg |
Karh |
Kari |
Karj |
Kark |
Karl |
Karm |
Karn |
Karo |
Karp |
Karr |
Kars |
Kart |
Karu |
Karv |
Karw |
Kary |
Karz
Die Liste der Biografien führt alle Personen auf, die in der deutschsprachigen Wikipedia einen Artikel haben. Dieses ist eine Teilliste mit 40 Einträgen von Personen, deren Namen mit den Buchstaben „Karb“ beginnt.

## Karb

### Karba
- Karbach, Rolf (1908–1992), deutscher Politiker (NSDAP), MdR, Architekt und HeimatschriftstellerRolf Karbach (1908–1992)

Rolf Karbach (1908–1992)

- Karbacher, Bernd (* 1968), deutscher Tennisspieler
- Karban, Thomas (1966–1996), deutscher Musikwissenschaftler, Journalist, Herausgeber und Musikproduzent
- Karbanová, Milada (* 1948), tschechoslowakische Hochspringerin
- Karbasi, Mor (* 1986), israelische Sängerin und Liedermacherin
- Karbastschi, Gholamhossein (* 1954), iranischer Geistlicher und Politiker
- Karbaum, Ernst (1891–1940), römisch-katholischer Geistlicher und NS-Opfer
- Karbaum, Rolf (* 1940), deutscher Ingenieurswissenschaftler und Kommunalpolitiker
- Karbauskas, Sigitas (* 1962), litauischer Politiker
- Karbauskis, Česlovas Vytautas, litauischer Agronom, sowjetlitauischer Politiker, Kolchosleiter und Unternehmer
- Karbauskis, Mindaugas (* 1972), litauisch-russischer Theater-Regisseur
- Karbauskis, Ramūnas (* 1969), litauischer Agrarunternehmer und Politiker, Mäzen
- Karbauskis, Vaclovas (* 1958), litauischer Politiker

### Karbe
- Karbe, Anna (1852–1875), märkische Lieder- und Heimatdichterin
- Karbe, Leopold (1782–1857), preußischer Landrat
- Karbe, Ludwig (1933–2019), deutscher Zoologe und Lehrbeauftragter am Institut für Meereskunde der Universität Hamburg
- Karbe, Theodor (1829–1886), deutscher Rittergutsbesitzer und Parlamentarier
- Karbe, Walter (1877–1956), deutscher Heimatforscher
- Karbeas († 863), byzantinischer Feldherr, Anführer der Paulikianer
- Karberg, Adrian, deutscher Filmproduzent und Filmagent
- Karberg, Bruno (1896–1967), deutscher Gebrauchsgrafiker und Maler
- Karberg, Sascha (* 1969), deutscher Biologe, Wissenschaftsjournalist und Sachbuchautor

### Karbi
- Karbib, Mohamed (* 1984), marokkanischer Stabhochspringer

### Karbj
- Karbjinski, Sophie (* 1995), deutsche SchauspielerinSophie Karbjinski (* 1995)

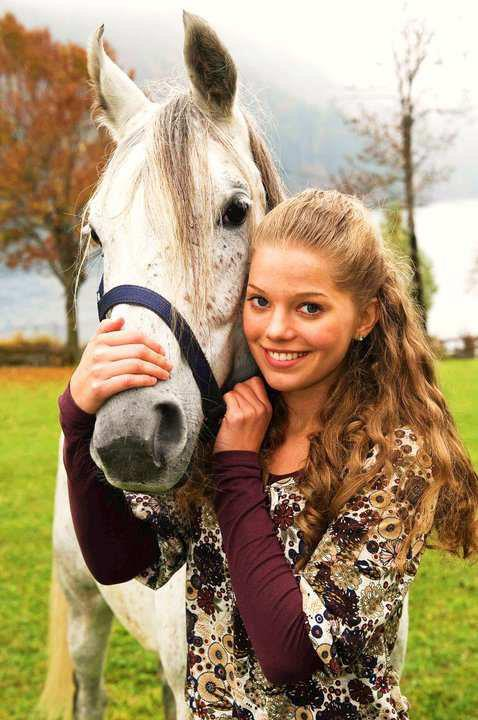
Sophie Karbjinski (* 1995)

### Karbo
- Kårbø, Tom Erling (* 1989), norwegischer Leichtathlet
- Karbon, Denise (* 1980), italienische Skirennläuferin
- Karborn (* 1985), britischer Mixed-Media-Künstler und Grafikdesigner
- Karboubi, Bouchra (* 1987), marokkanische Fußballschiedsrichterin
- Karboul, Amel (* 1973), tunesische Unternehmerin und Politikerin
- Karbowiak, Günter (* 1949), deutscher Fußballspieler
- Karbownik, Michał (* 2001), polnischer Fußballspieler
- Karbowski, Kazimierz (1925–2012), polnischstämmiger Schweizer Neurologe und Epileptologe
- Karbowski, Matthias (* 1983), deutscher Handballspieler und -trainer

### Karbs
- Karbstein, Heike Petra (* 1965), deutsche Ingenieurin, Professorin für Lebensmittelverfahrenstechnik
- Karbstein, Malte (* 1998), deutscher Fußballspieler
- Karbstein, Reinhard, deutscher Basketballspieler

### Karbu
- Karbus, Heinz (1927–2015), österreichischer Architekt und Designer
- Karbus, Oliver (* 1956), österreichischer Regisseur, Schauspieler, Autor und Übersetzer
- Karbusický, Vladimír (1925–2002), tschechischer Musikwissenschaftler

### Karby
- Karbyschew, Dmitri Michailowitsch (1880–1945), russischer sowjetischer General